# مطب عائق الماشية

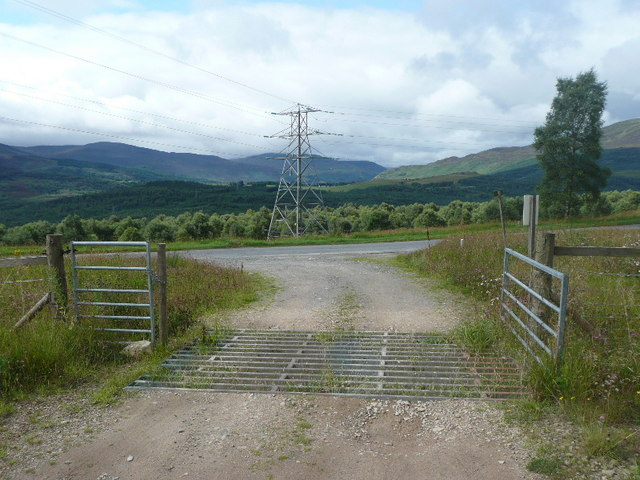
مطب عائق الماشية.

مطب عائق الماشية هي نوع من العوائق المستخدمة لمنع الدواب مثل: الأغنام، والأبقار، والإبل من المرور على الطريق أو السكك الحديدية. وتتكون من عامودن حديديان في الطريق تغطيها شبكة عرضية من القضبان أو الأنابيب، عادة ما تكون مصنوعة من المعدن وتثبّت بشكل ثابت على الأرض على جانبي العامودين الحديدين، بحيث تكون الفجوات بينها واسعة بما يكفي لقدم الحيوان لسقوط بين الفجوات، مع الاحتراز أن تكون الفجوات ليست بالواسعة جداً كي لا تعيق عجلة السيارة أو قدم الإنسان. وهذا سيوفر حاجزاً فعالاً للحيوانات دون إعاقة المركبات ذات العجلات، حيث أن الحيوانات ستكون مترددة في السير على الجسور.